# Завоевание пустыни

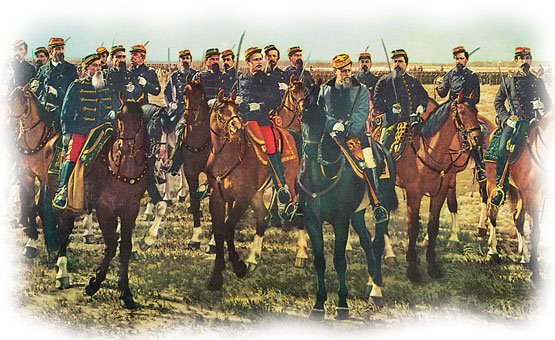
«Завоевание пустыни», картина Хуана Мануэля Бланеса (1889), на переднем плане генерал Хулио Аргентино Рока.

Завоевание пустыни (исп. Conquista del desierto) — военная кампания правительства Аргентины 1871—1884 годов (хотя точной датировки этого события нет, поскольку разными историками используются различные подходы к его классификации), на основном своём этапе возглавляемая генералом Хулио Архентино Рока, которая привела к установлению аргентинского господства над Патагонией, населённой индейскими племенами, из которых наиболее сильное сопротивление захватчикам оказывали мапуче (арауканы).
«Канонической» точки зрения о завершении кампании нет до сих пор — в большинстве источников этой датой указывается 1884 год (конкретнее — 18 октября, когда состоялась последняя крупная битва кампании — при реке Чубут). Тем не менее, отдельные группы индейцев оказывали сопротивление вплоть до 1917 года, однако этот период выделяют в отдельную кампанию — Завоевание Аргентиной Чако.
Среди исследователей не утихают споры по поводу того, считать ли Завоевание пустыни целенаправленным геноцидом индейских народов Патагонии или же, наоборот, усмирением не слишком многочисленных диких племён, совершавших многократные нападения на мирных переселенцев из северных территорий Аргентины и сумевших после установления контроля правительства над этими территориями приобщиться к мировой цивилизации и культуре.

## Появление первых европейцев в Патагонии
Первыми европейцами, вступившими на Патагонский берег, стали испанские мореплаватели (а впоследствии и колонисты), прибывшие в эти земли в начале XVI века. Однако реальные попытки колонизации предпринимались лишь в отношении западного и восточного побережья Патагонии и закончились неудачей, тогда как глубинная часть патагонских земель оставалась неизведанной землёй вплоть до начала XIX века, хотя отдельные экспедиции в пампасы на протяжении XVI — начала XIX веков и проводились: так, к концу XVIII века граница между «цивилизованным» и «варварским» мирами проходила по реке Саладо недалеко от Буэнос-Айреса, столицы Аргентины. К этому времени относится и появление аргентинских ковбоев — гаучо, многие из которых были потомками от смешанных браков белых с индейцами, покинувшими свои племена и ставшими батраками на фермах белых.
Ситуация стала резко меняться после появления на карте мира независимого аргентинского государства в 1816 году.

## Ситуация в Патагонии в XIX веке до Завоевания пустыни

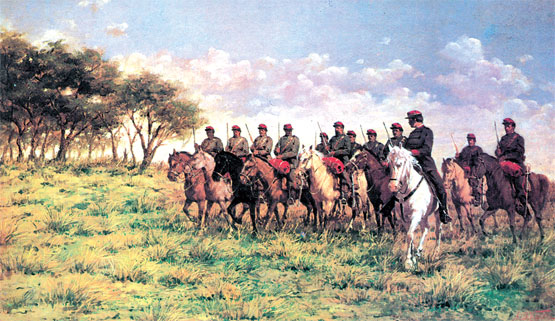
Картина художника Анхеля де Валле, показывающая подготовку кавалерии аргентинской армии.

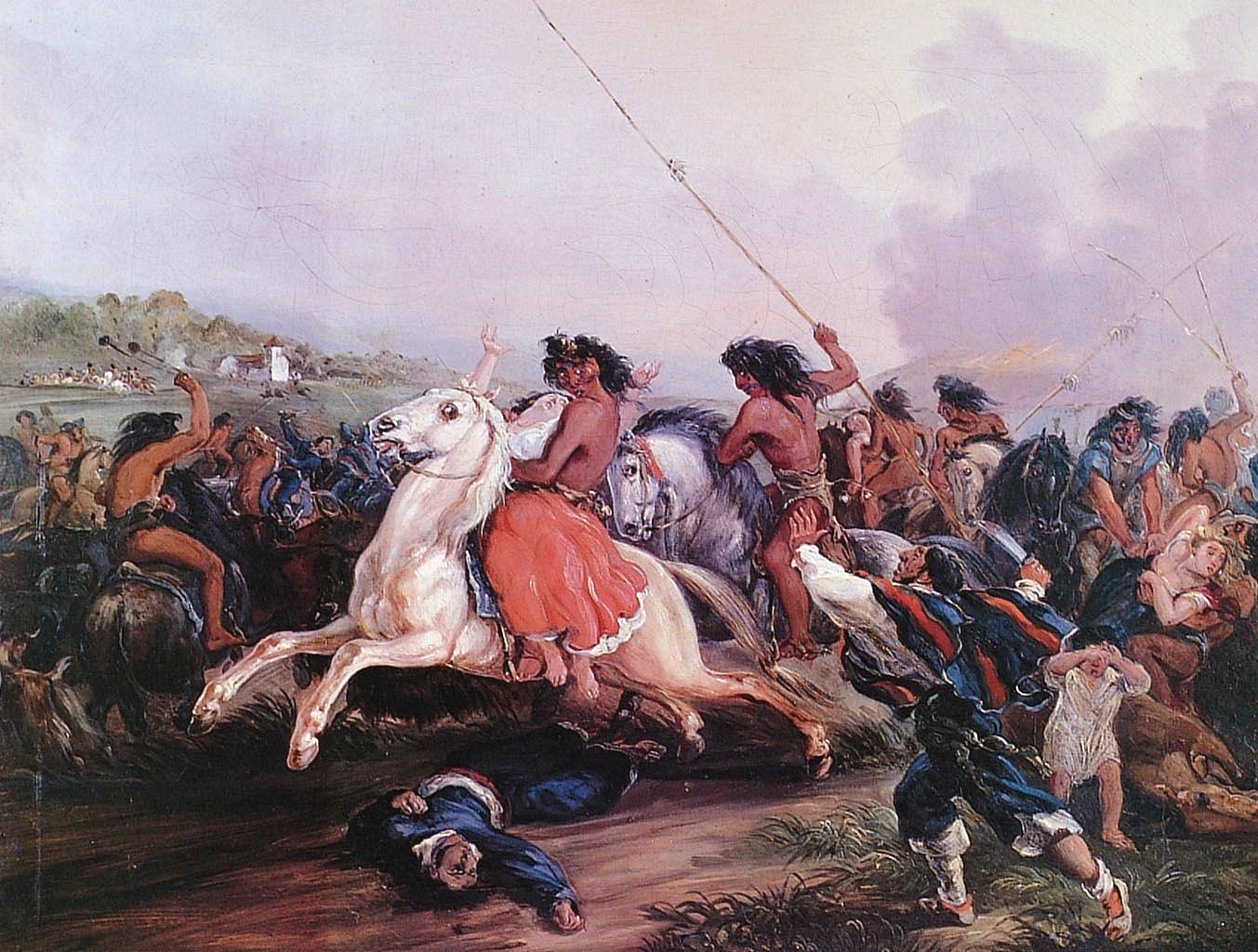
Нападение индейцев (1845). Картина художника Маурисио Ругендаса.

После получения независимости от Испании аргентинское правительство приступило к пока не слишком интенсивной, но целенаправленной реализации политики присоединения остающихся свободными южных территорий, являвшейся продолжением слегка усилившегося проникновения в Патагонию в конце XVIII века, начатого ещё при испанских колониальных властях. Индейцы-аборигены сгонялись с насиженных мест, а территории, издавна использовавшиеся ими в качестве племенных охотничьих угодий, преобразовывались в пастбища для крупного рогатого скота аргентинских фермеров; тогда же на этих землях стали появляться первые поселения белых людей. Индейцы ответили на это вторжение началом настоящих военных действий: они нападали на деревни, убивали мирных жителей, крали или просто выпускали из конюшен лошадей и крупный рогатый скот. Правда, на начало XIX века эти действия имели характер скорее отдельных стычек, нежели настоящей войны, и каждое индейское племя действовало вне связи с другими и защищая только свои интересы. Тем не менее, уже в это время аргентинцы стали строить первые военные крепости в Патагонии с постоянными гарнизонами, дабы защищать мирное население от набегов аборигенов. Плюс, как известно, после получения независимости Аргентина являлась одной из самых привлекательных стран для жителей Европы в плане иммиграции, а прибывающим иммигрантам были необходимы новые земли.
Вопреки расхожему убеждению, кампания, возглавляемая Хуаном Мануэлем де Росасом, губернатором Буэнос-Айреса, была вовсе не первой, а как минимум четвёртой из относительно крупных кампаний против патагонских индейцев, организованных аргентинским правительством в первой половине XIX века: до неё были кампания Мартина Родригеса в 1820—1824 годах, а также кампании Федерико Рауча и Мендозы и целый ряд более мелких военных операций. Поход Росаса в Патагонию, закончившийся, в общем-то, так же бесславно, как и все предыдущие, чуть более известен лишь из-за того, что данный факт упоминается в книге Чарльза Дарвина «Путешествие натуралиста на корабле „Бигль“ 1831—1836 гг.».
Но помимо необходимости в новых территориях для развития животноводческого хозяйства и обеспечения землёй прибывающих иммигрантов у аргентинского правительства имелась третья цель завоевания патагонских земель — обеспокоенность возможностью их захвата Чили, правительство которого приступило к завоеванию неосвоенных территорий, лежащих к югу от тогдашней южной чилийской границы, несколько раньше — в 1845 году чилийцы основали в Магеллановом проливе порт Пунта Аренас, а с 1861 года их военные операции против проживающих на южных границах государства индейцев (в первую очередь мапуче) стали носить более-менее регулярный характер. Проигрывая сражения чилийской армии, вожди мапуче при этом всё больше распространяли своё влияние на территорию «глубинной» Патагонии, где они до того момента составляли относительное этническое меньшинство, — то есть усилился процесс так называемой Арауканизации: довольно интенсивного покорения мапуче слабых в экономическом и военном отношении кочевых племён и перехода последних на арауканский язык.
Полноценное завоевание чилийским правительством земель, лежащих к югу от чилийской границы, известное под названием Умиротворение Араукании, началось, как считает большинство зарубежных исследователей, в 1869 году. Спустя два года, в 1871 году, аргентинцы тоже стали переходить к более-менее активным и, главное, регулярным действиям против войск индейских племён. Однако поначалу военные действия по-прежнему не носили характера настоящей войны со стороны белых. Но в 1872 году видный арауканский вождь Куфулькура, уже «прославившийся» захватом и разграблением в 1859 году прибрежного городка Байя-Бланка, во главе настоящей армии численностью приблизительно в 6000 воинов совершил нападение на несколько пограничных аргентинских населённых пунктов (Генерал-Алвеар, Вейнтичинко-де-Майо и Нео-де-Хулио). В результате этого рейда было убито более 300 переселенцев (мирных жителей) и было угнано минимум 200 000 голов крупного рогатого скота . Впоследствии этот скот был перегнан через горные перевалы на колонизируемые чилийцами территории и частично продан, а частично обменян на оружие. В настоящее время существует неоспоримое доказательство того факта, что чилийские власти знали о готовящемся рейде Куфулькуры, но ничего не сделали для его предотвращения, видимо, желая использовать это нападение в своих интересах и ослабить аргентинское влияние в Патагонии. Позже армия Куфулькуры была разгромлена аргентинскими войсками во главе с генералом Игнасио Ривасом в битве при Сан-Карлос-де-Боливаре. Сам Куфулькура бежал с остатками войск в Салинас Грандес и вскоре, 4 июня 1873 года, умер. С этого момента началось стремительное сокращение территорий в Патагонии, находящихся под контролем индейцев.

## Начало Завоевания пустыни. Кампания Адольфо Алсины

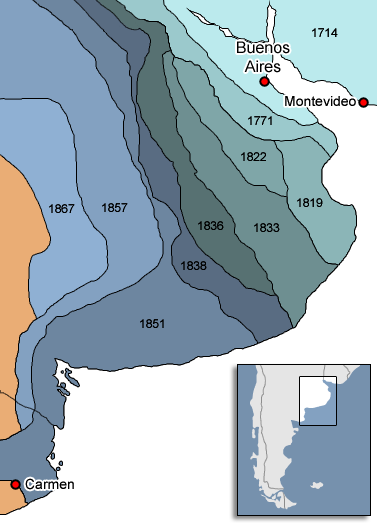
Карта, отражающая «продвижение» аргентинской границы на юге Патагонии до строительства Рва Алсины.

Первым именитым полководцем Патагонской войны стал вовсе не Хулио Рока, а Адольфо Алсина, занимавший в правительстве президента Николаса Авельянеды пост военного министра. Именно под его руководством в 1875 году аргентинские войска начали боевые действия против патагонских индейцев, по своим масштабам напоминавшие полноценную войну. Впрочем, по утверждению Алсины (как во время, так и после кампании), своей главной целью он ставил именно колонизацию Патагонии и присоединение этих территорий к Аргентине (в первую очередь для разведения там крупного рогатого скота), а не физическое уничтожение коренного населения.
Тактика Алсины коренным образом отличалась от тактики его предшественников. Первым делом он приказал вырыть огромный ров шириной в три, глубиной в два метра, а протяжённостью — в триста семьдесят четыре километра, дабы создать наконец-то «заготовку» для полноценной границы между уже колонизированными и пока ещё «свободными» землями (впоследствии этот ров был назван в честь полководца — Ров Алсины (исп. Zanja del Alshina)). На этой линии стали строиться укреплённые форты со сравнительно большими гарнизонами, а главное — от каждого форта были проложены телеграфные линии к Буэнос-Айресу, дабы иметь мгновенную связь с правительством и докладывать о нападениях индейцев и угоне ими скота. Кроме того, ров в значительной степени мешал успешному перегону скота индейцами на «свободные земли», и даже если похитители и находили способ успешно переправить скот через ров, то в итоге нередко сталкивались с аргентинскими военными патрулями. Тем не менее, похищения, и порой успешные, продолжались.
Незадолго до этого Алсина достиг крупного, по его мнению, дипломатического успеха — ему удалось заключить мирный договор с касиком одного из крупных племён по имени Хуан Жозе Картиэль, согласно которому военные действия будут прекращены, а аргентинцы станут торговать с индейцами, продавая им скот и продовольствие и разрешая желающим селиться на территории, уже колонизированной аргентинцами, и переходить к оседлой жизни. Однако через весьма непродолжительное время Картиэль вероломно нарушил этот договор. Он объединил силы своего племени с силами другого влиятельнейшего патагонского вождя — Мануэля Намункуры — и во главе довольно большой по численности армии совершил целую серию нападений на пограничные аргентинские форты и населённые пункты (Трес Арройос, Тандил, Азул и другие), причём нападения эти были гораздо более кровавые, нежели в 1872 году, и в итоге унесли куда больше жизней мирных белых людей.
Концепция Адольфо Алсины потерпела фиаско, хотя здесь необходимо отметить тот факт, что отдельные касики уже при Алсине (и впоследствии при Роке) всё же заключали союзные договоры с аргентинским правительством и оставались ему верны на протяжении всей войны.
Через два года после начала своей кампании Алсина скончался, и пост военного министра Аргентины занял её будущий президент, Хулио Аргентино Рока.

## Начало широкомасштабных военных действий. Кампания Хулио Рока

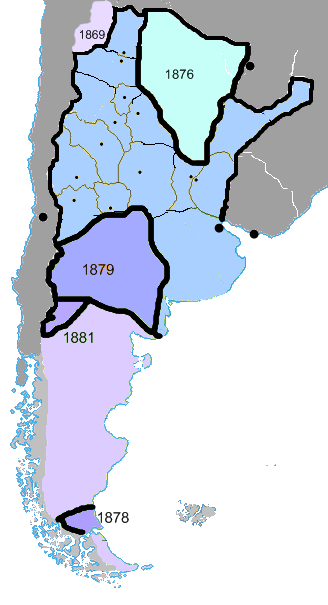
Территориальный рост аргентинского государства во время активной фазы Завоевания пустыни (1876—1881).

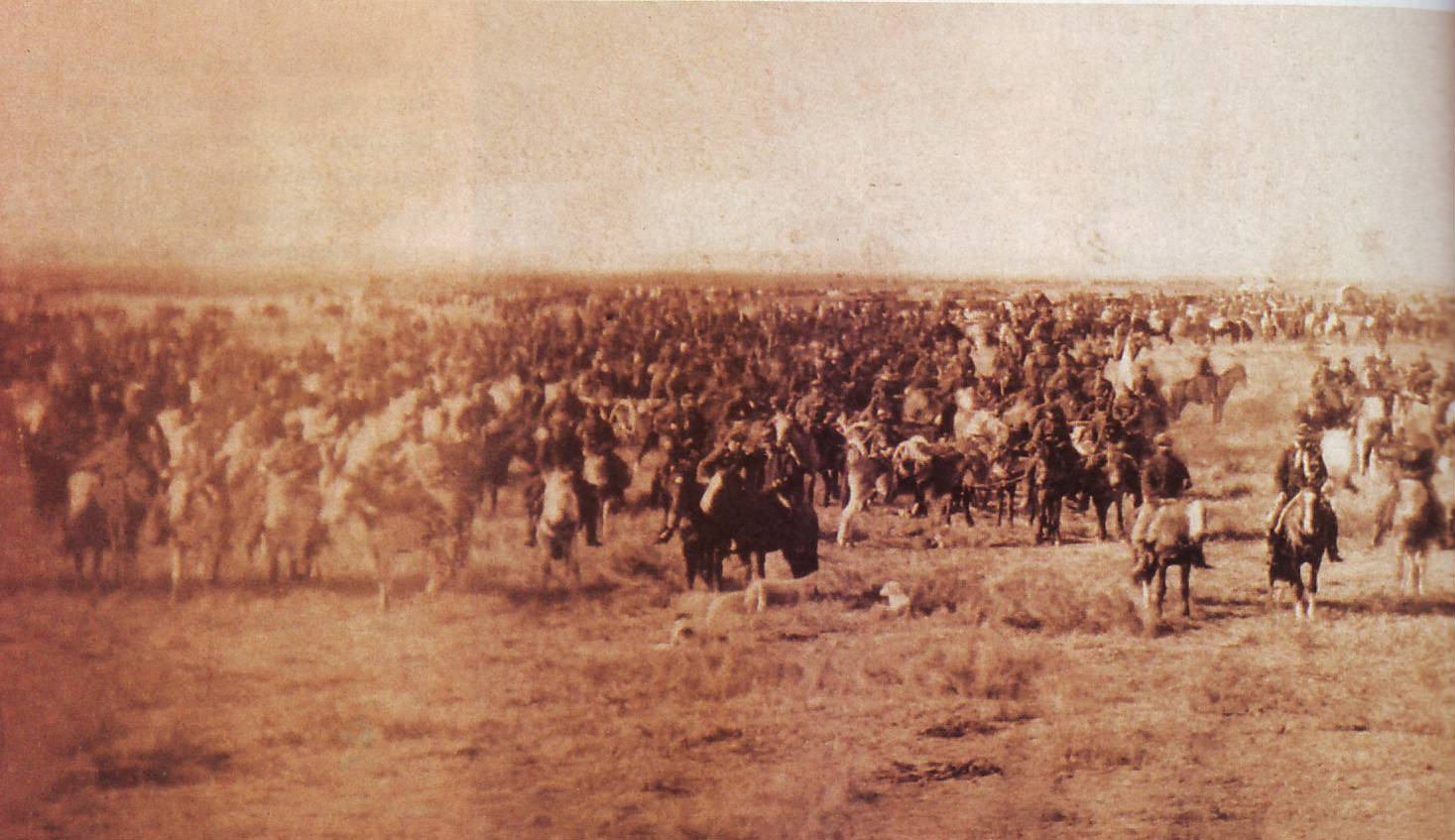
Фотография Антонио Поццо: Армия Аргентины на реке Рио-Негро. 1879 год.

Стратегия покорения патагонских земель, сформулированная Рокой, в корне отличалась как от действий аргентинских полководцев первой половины XIX века, так и от стратегии его предшественника Алсины. Своей целью Рока поставил не просто колонизацию земель, а именно физическое истребление населяющих индейцев (или, по меньшей мере, ликвидацию их как хоть сколько-нибудь серьёзной военной силы). По его словам,
Уважающий себя и мужественный народ обязан подавить — и чем раньше, тем лучше, — принуждением или силой горстку дикарей, уничтожающих наше имущество, и предотвратить подобное в дальнейшем путём окончательной оккупации именем закона, прогресса и нашей безопасности богатейших и плодороднейших земель Республики.
Хулио Аргентино Рока
В конце 1878 года было начато первое широкомасштабное наступление аргентинской армии на патагонские территории — его целью было проникновение в пампу на 300—600 км, дабы завоевать территории вплоть до реки Рио-Негро, что в итоге и было успешно проделано. Индейцев, проживающих на этой территории, согласно приказу Роки следовало «уничтожить, подчинить или изгнать».
В начале 1879 года аргентинские войска численностью более 6000 человек, при поддержке многочисленной кавалерии, вооружённой закупленными в США современными дальнобойными винтовками «Ремингтон», под командованием Роки перешли в новое наступление. По масштабам это наступление было гораздо более крупным, чем все предыдущие, и целью был поставлен захват территории Чоэле-Чоэль. Цель эта была достигнута в течение всего двух месяцев — во многом потому, что боевой дух индейских армий, до сих пор представлявших по своей сути разрозненные отряды, был сильно надломлен, вследствие чего многие вожди сдавались со своими армиями в плен, почти не оказывая сопротивления аргентинским войскам.
С другой стороны, быстрому успеху аргентинцев, помимо колоссального превосходства в вооружении, способствовала и весьма оригинальная тактика боевых действий, изобретённая генералом Рокой, — так называемый «захват щупальцами», то есть одновременное наступление в несколько точек сразу с нескольких направлений (армии под его командованием наступали из провинций Буэнос-Айрес, Кордова, Мендоза и Санта-Фе). Основной целью, как уже было сказано, являлась территория Чоэле-Чоэль, однако к апрелю также была подчинена территория Неукен и аргентинская армия установила контроль над всей территорией к северу от реки Рио-Негро и её северного притока Неукен, которые образуют естественную границу от Анд до Атлантического океана.
В результате тяжёлых поражений, приведших к потере столь обширных территорий, многие мапуче, не желавшие жить под аргентинской властью, мигрировали через перевал Мамул-Малал и территории Курареху и Пукон на юг нынешнего Чили, тогда ещё остававшийся «свободным», где на какое-то время и поселились.
По официальным данным (которые могут быть сильно занижены), в период с июля 1878 по апрель 1879 годов минимум 1250 индейцев было убито аргентинскими войсками и минимум 3000 — взято в плен.
Тем временем в бассейнах упомянутых двух рек и, в меньшей степени, в бассейне реки Колорадо аргентинцы и прибывающие в страну иммигранты активно основывали новые поселения и форты; к этому же времени относится начало колонизации поселений на крайнем юге Патагонии, около реки Чубут (той самой, около которой впоследствии произойдёт последнее крупное сражение Патагонской войны), валлийскими иммигрантами, действовавшими под эгидой аргентинского правительства. Эта территория в 1879 году уже фактически находилась под контролем Аргентины, будучи изолированной от её основной территории.
Таким образом, всего за год территория аргентинского государства существенно увеличилась, причём территориальные приобретения с экономической точки зрения были ценнейшими. Однако огромные (пусть и заселённые очень слабо и не слишком освоенные даже арауканами) территории Юга ещё не были подконтрольны правительству.

## Кульминация Завоевания пустыни. Кампания Конрада Вильегаса
После серии своих побед над индейцами генерал Рока стал национальным героем Аргентины. В октябре 1879 года он формально оставил военную карьеру и начал карьеру политика. В ходе выборов в октябре 1880 года и последовавшей за ними революции Рока стал президентом Аргентины. Сразу же после этого ему пришлось усмирять две восставшие против его власти провинции страны, но к началу 1881 года политическая ситуация стабилизировалась, и он смог вновь, пусть уже и как президент, а не полководец, продолжить реализацию своей цели полного завоевания Патагонских земель. Главнокомандующим на патагонском фронте стал полковник Конрад Вильегас, который по приказу Роки уже в начале 1881 года начал завоевание Неукена, имея конечной целью форсирование реки Лимай, что было достигнуто уже к концу данного года. Тем не менее, несмотря на большую отсталость и неорганизованность местных племён и меньшее, по сравнению с прошлыми кампаниями, количество мапуче в их рядах, местные индейцы оказывали аргентинским войскам ожесточённое, хотя и безуспешное сопротивление.
В ноябре 1882 года аргентинская армия под командованием Вильегаса начала новый этап кампании — на этот раз в Андах. Активные боевые действия на этом участке длились до апреля 1883 года, причём силы аргентинцев были куда меньше, чем в предыдущих операциях (не более 1400 солдат и офицеров), что не помешало им сравнительно быстро захватить новые значительные территории.
Заключительный этап кампании пришёлся на ноябрь 1883—октябрь 1884 годов. В начале 1884 года Мануэль Намункура с отрядом из 300 воинов капитулировал перед аргентинским правительством.
Последняя крупная битва Завоевания пустыни состоялась 18 октября 1884 года около реки Чубут, победа досталась аргентинцам. Два месяца спустя армия из 3000 индейцев под командованием касиков Инасиаля и Фоэля (которым сохранили жизнь, а в 1886 году поселили при музее естественных наук в Ла-Плата) сдалась аргентинским войскам также на территории нынешней провинции Чубут. И хотя на деле полного подчинения аргентинцами патагонских индейцев ещё не произошло (отдельные индейские отряды боролись против правительства вплоть до начала XX века, не говоря уже о том, что ряд территорий к 1884 году не был завоёван), именно это событие и считается большинством зарубежных историков окончанием Завоевания пустыни.
1 января 1885 года Патагония получила второго военного губернатора — им стал генерал Лоренсо Винтер. Первым формально стал генерал и писатель Альваро Баррас (был назначен в 1879 году, однако реально к исполнению обязанностей приступить так и не смог).